# General Service Medal (1962)
La General Service Medal (1962) era una medaglia di campagna militare inglese coniata per ricompensare quanti avessero prestato i propri servizi in una campagna militare.

## Storia
La General Service Medal (1962) sostituì le precedenti medaglie al merito di campagna per combinare insieme le concessioni della General Service Medal (1918) (concessa solo ai membri dell'esercito e della RAF) e la Naval General Service Medal (1915) (concessa solo ai membri della marina inglese). La General Service Medal del 1962 venne concessa sino al 2007, quando venne rimpiazzata dalla Operational Service Medal (erano state create nel frattempo le onorificenze Operational Service Medal for Sierra Leone del 2000, Operational Service Medal for Afghanistan del 2002, Operational Service Medal for the Democratic Republic of Congo del 2003).

## Descrizione
La medaglia è costituita da un disco d'argento sul quale è raffigurata sul diritto l'effigie coronata della regina Elisabetta II del Regno Unito rivolta verso destra, corredata dal titolo ELIZABETH II DEI GRATIA REGINA F.D.. Sul retro la medaglia presenta le parole FOR CAMPAIGN SERVICE poste su tre righe sotto una corona reale britannica, il tutto circondato da una corona d'alloro. Sul bordo vi era lo spazio per annotare nome, grado, numero di servizio e reggimento o corpo dell'insignito.
Il nastro era viola con una striscia verde per parte.

## Barrette
Per questa medaglia erano previste 13 barrette da applicare sulla medaglia, realizzate in metallo:

### Borneo
Concessa ai soldati che prestarono servizio sotto il Maggiore Generale Walter Walker combattendo gli insorgenti indonesiani in Malesia. Questo conflitto, che si svolse prevalentemente su aree costiere, costò la vita a 114 soldati e ne ferì 180.

### Radfan
Concessa ai membri dell'815 Naval Air Squadron, marinai sulla HMS Centaur, e soldati che combatterono nella campagna con truppe della federazione contro gli egiziani/yemeniti presso Radfan. La campagna fu breve e vittoriosa per l'Inghilterra.

### South Arabia
Questa campagna è correlata alla Campagna di Radfan dal momento che entrambi gli episodi furono tentativi della popolazione istigata dal governo egiziano di porre fine alla presenza inglese ad Aden ponendo così fine alla Federazione dell'Arabia del Sud. Questa campagna ebbe la durata di 3 anni e vide molti attacchi terroristici su obbiettivi militari e civili. Sia a Rafan che a Aden, il personale britannico sacrificò 90 uomini e riportò 510 feriti. Il periodo per ottenere la medaglia era di 30 giorni al servizio della Federazione dell'Arabia del Sud dal 1º agosto 1964 al 30 novembre 1967.

### Malaysia
Questa campagna fu un'estensione del conflitto in Borneo ove inglesi e malaysiani operarono contro gli insorgenti indonesiani. Nel 1964 il presidente dell'Indonesia decise di attaccare la Malaysia con delle truppe paracadutate e si ebbero combattimenti sullo Stretto di Malacca ed a Sumatra. Il periodo per ottenere la medaglia era di 30 giorni di servizio nella penisola della Malaysia ed a Singapore tra il 17 agosto 1964 e l'11 agosto 1966.

### South Vietnam
Questa barretta venne istituita con decreto reale dell'8 giugno 1968 per ricompensare il personale australiano in servizio durante la Guerra del Vietnam. Vennero concesse in totale 68 barrette di questo tipo e tutti gli insigniti erano membri del Australian Army Training Team Vietnam.
I vari periodi di qualificazione, compresi tra il 24 dicembre 1962 ed il 29 maggio 1964, furono:
- 30 giorni di servizio su navi operanti nelle acque interne o esterne della costa vietnamita.
- 1 giorno di servizio per le unità di terra.
- 1 operazione di sortita.
- 30 giorni di servizio su una visita ufficiale.

Per il servizio dopo il 29 maggio 1964, il personale ottenne la Vietnam Medal.

### Northern Ireland
Questa barretta venne istituita per ricompensare il personale coinvolto in varie operazioni nell'Irlanda del Nord. Il periodo generale di qualificazione era di minimo 30 giorni di servizio tra il 14 agosto 1969 ed il 31 luglio 2007.

### Dhofar
Nel 1965 la popolazione montana del Dhofar, una provincia dell'Oman, insorse in una rivolta contro il regime del sultano Sa'ib bin Taimur. La rivolta venne repressa nel 1967 grazie all'intervento dell'Inghilterra che lasciò l'adiacente Stato di Aden. Il nuovo governo comunista dello Yemen fu un'importante base per i ribelli. Dal 1970 fu chiaro che il sultano avrebbe perso la guerra. Il 23 luglio 1970 il figlio del sultano portò avanti un colpo di mano che cambiò la direzione degli eventi, molti eccessi del sovrano precedente vennero rimossi e il nuovo capo riuscì ad espandere la propria potenza grazie all'appoggio inglese. La medaglia venne concessa ai membri della Royal Air Force che parteciparono a questa campagna di sostegno oltre a membri del British Army che in totale persero 24 uomini ed ebbero 55 feriti. Il periodo per la qualificazione va dal 1º ottobre 1969 al 30 settembre 1976.

### Lebanon
Nel 1982, tentando di rimuovere le basi OLP che stavano attaccando Israele, lo stato di Israele invase il Libano e colpì la capitale Beirut. Nell'ottobre del 1982 vennero inviate delle forze internazionali composte da truppe statunitensi, francesi, italiane e inglesi. Gli inglesi come gli italiano non riportarono perdite nel conflitto e le truppe si ritirarono tra il febbraio ed il marzo del 1984.

### Mine Clearance
Per il servizio nel Golfo di Suez tra il 15 agosto 1984 ed il 15 ottobre di quello stesso anno.

### Gulf
Per servizio tra il 17 novembre 1986 ed il 31 ottobre 1988, e per servizi di contromisura alle mine nel Golfo Persico sino al 28 febbraio 1989.

### Kuwait
Per servizio in Kuwait tra l'8 marzo ed il 30 settembre 1991.

### N. Iraq & S. Turkey
Per servizio nel Nord dell'Iraq o in Turchia meridionale tra il 6 aprile ed il 17 luglio 1991.

### Air Operations Iraq
Concessa al personale della RAF e ad altri membri del British Army (soprattutto personale dei Royal Engineers) per operazioni di pattuglia in aree "no fly zones" e nella riparazione di velivoli in Iraq oltre che a personale della Royal Navy (RN) per operazioni di pattuglia nell parte settentrionale del Golfo Persico tra il luglio 1991 e l'aprile 2003. La barretta venne concessa anche a membri della Royal Fleet Auxiliary (RFA) che prestarono servizio nelle medesime aree e nel medesimo periodo.